# Гуламов Расул
Расул Гуламович Гуламов (1911, тепер Узбекистан — ?) — радянський узбецький діяч, 1-й заступник голови Ради міністрів Узбецької РСР, голова Верховної ради Узбецької РСР, 1-й секретар Ташкентського обласного комітету КП Узбекистану. Депутат Верховної ради Узбецької РСР. Народний депутат СРСР (1989—1991).

## Життєпис
У 1930 році закінчив педагогічний технікум.
Трудову діяльність розпочав у 1930 році в місті Маргілані, завідував навчальною частиною школи фабрично-заводського навчання.
Потім працював у комсомольських організаціях Узбецької РСР, у виконавчому комітеті Жовтневої районної ради міста Ташкента, був інструктором, старшим інструктором, помічником голови Президії Верховної ради Узбецької РСР, директором «Ташпромторгу», начальником відділу культури та мистецтва копальні «Ташкентсталінвугілля».
Член ВКП(б) з 1940 року.
У 1945 році — інструктор відділу кадрів ЦК КП(б) Узбекистану; завідувач сектору культури та освіти відділу кадрів ЦК КП(б) Узбекистану; заступник завідувача відділу кадрів ЦК КП(б) Узбекистану.
У 1945—1948 роках — заступник завідувача відділу пропаганди та агітації ЦК КП(б) Узбекистану.
У 1948—1951 роках — заступник голови Ради міністрів Узбецької РСР.
У 1951 — 29 серпня 1952 року — голова виконавчого комітету Ташкентської міської ради депутатів трудящих.
У 1952—1955 роках — слухач Вищої партійної школи при ЦК КПРС.
У 1955—1956 роках — голова виконавчого комітету Ташкентської міської ради депутатів трудящих.
У 1956 — січні 1958 року — 1-й секретар Ташкентського міського комітету КП Узбекистану.
30 грудня 1957 — 1959 року — 1-й заступник голови Ради міністрів Узбецької РСР.
23 березня 1959 — лютий 1961 року — 1-й секретар Ташкентського обласного комітету КП Узбекистану.
Одночасно, з 1959 по 30 травня 1961 року — голова Верховної ради Узбецької РСР.
З 1961 року працював директором Узбецького республіканського інституту вдосконалення вчителів.
З 1964 року — 1-й заступник голови Держкіно Узбецької РСР, одночасно — заступник генерального директора Ташкентського Міжнародного кінофестивалю країн Азії, Африки та Латинської Америки.
У 1987—1990 роках — голова Узбецької Ради ветеранів війни та праці.
Одночасно, з 9 квітня 1988 по 24 березня 1990 року — голова Верховної Ради Узбецької РСР.
У 1989 році обраний народним депутатом СРСР від Всесоюзної організації ветеранів війни та праці. Член комітету Верховної ради СРСР у справах ветеранів та інвалідів.
Потім — на пенсії.

## Нагороди
- три ордени Трудового Червоного Прапора
- два ордени «Знак Пошани»
- дві золоті медалі ВДНГ СРСР
- медалі
- Почесні грамоти Президії Верховної ради Узбецької РСР